# Proklamacja teherańska
Proklamacja teherańska (ang. Proclamation of Teheran) – uchwała przyjęta na zakończenie pierwszej Światowej Konferencji Praw Człowieka ONZ w Teheranie.
Konferencja obradowała od 22 kwietnia do 13 maja 1968. Rok ten ogłoszony był Rokiem Praw Człowieka z okazji 20 - lecia Powszechnej Deklaracji Praw Człowieka.
Proklamacja zawiera 19 artykułów dotyczących praw człowieka. Między innymi ogłoszono :
Państwa powinny potwierdzić swoją gotowość do skutecznego egzekwowania zasad zawartych w Karcie Narodów Zjednoczonych i innych instrumentach międzynarodowych, które dotyczą praw człowieka i podstawowych wolności (art. 6). W artykule 7 potępiono apartheid, w 9 kolonializm, w 10 agresywne wojny, w 15 dyskryminację kobiet. 
W artykule 13 Ponieważ prawa człowieka i podstawowe wolności są niepodzielne, pełna realizacja praw obywatelskich i politycznych, bez korzystania z praw ekonomicznych, społecznych i kulturalnych jest niemożliwa. Osiągnięcie trwałego postępu w realizacji praw człowieka zależy od solidnych i skutecznych polityk krajowych i międzynarodowych rozwoju gospodarczego i społecznego. W 14 wezwano do likwidacji analfabetyzmu.
Druga Światowa Konferencja Praw Człowieka obradowała w Wiedniu w 1993 roku.